# Citizină
Citizina (scrisă și ca citisină) este un alcaloid chinolizidinic, fiind cunoscută și sub denumirea de soforină sau ulexină. Citizina se găsește în diferite plante aparținând subfamiliei Faboideae, mai ales genurile: Laburnum, Sophora, Thermopsis și Ulex. Citisina este folosită ca agonist al receptorilor nicotinici, fiind utilizată pentru tratarea dependenței de nicotină.